# Adèle Pestalozzi
Adèle Pestalozzi (Luzern, 7 oktober 1864 - aldaar, 14 februari 1933) was een Zwitserse onderwijzeres en feministe.  

## Biografie
Adèle Pestalozzi was een dochter van Max Alphons Pfyffer von Altishofen en van Mathilde Segesser. Na haar schooltijd in Luzern volgde ze een leraressenopleiding in Frankrijk. In 1883 huwde ze Emil Pestalozzi. In 1910 vestigde ze zich met haar familie in Zug. Nadien was ze in 1912 een van de medeoprichtsters van de Schweizerischer Katholischer Frauenbund, waarvan ze tot 1932 vicevoorzitster zou zijn. Daarnaast was ze ook een van de initiatiefnemers van de sociale liefdadigheidsschool voor vrouwen  die in 1918 in Luzern werd opgericht, en waarvan ze tot 1932 lid zou zijn. Vanuit het Vaticaan werd ze onderscheiden met het Pro Ecclesia et Pontifice-kruis.

## Onderscheidingen
- Vaticaanstad: Pro Ecclesia et Pontifice-kruis